# Adamsons Peak
Adamsons Peak är en bergstopp i Australien. Den ligger i kommunen Huon Valley och delstaten Tasmanien, i den sydöstra delen av landet, omkring 66 kilometer sydväst om delstatshuvudstaden Hobart. Toppen på Adamsons Peak är 1 225 meter över havet.
Runt Adamsons Peak är det mycket glesbefolkat, med 2 invånare per kvadratkilometer.. Närmaste större samhälle är Dover, omkring 16 kilometer öster om Adamsons Peak. 
I omgivningarna runt Adamsons Peak växer i huvudsak städsegrön lövskog. Genomsnittlig årsnederbörd är 1 496 millimeter. Den regnigaste månaden är juli, med i genomsnitt 181 mm nederbörd, och den torraste är februari, med 68 mm nederbörd.